# Kaduna (cidade)
Kaduna é a capital do estado de Kaduna, na Nigéria. Localiza-se no centro-norte do país. Foi fundada em 1913 pelos britânicos, sendo a capital da antiga região da Nigéria do Norte entre 1954 e 1967. Tem cerca de 1563 mil habitantes.